# Chaxiraxi

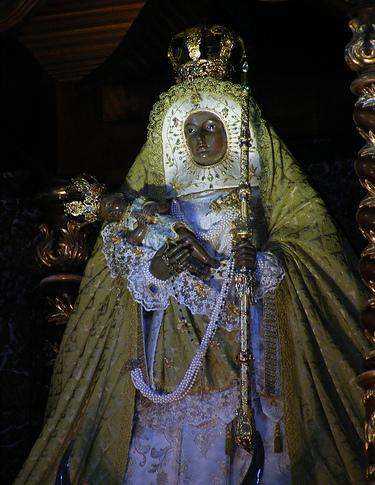
Jungfrun av Candelaria

Chaxiraxi var gudarnas moder hos den gamla ursprungsbefolkningen guancherna på Teneriffa. Chaxiraxi kallades "Solens mor" och identifierades av de infödda med uppenbarelsen jungfrun av Candelaria.
Hon anses vara den viktigaste gudinnan av den neo-hedniska religionen vid namn Iglesia del Pueblo Guanche.